# Де-Сото (округ, Флорида)
Де-Со́то (англ. DeSoto county) — округ штата Флорида Соединённых Штатов Америки. На 2000 год в нем проживало 32 209 человек. По оценке бюро переписи населения США в 2005 году население округа составляло 35 406 человек. Окружным центром является город Аркейдия.

## История
Округ Де-Сото был сформирован в 1887 году. Он был назван в честь испанского путешественника Эрнандо де Сото, именем которого также назван округ Эрнандо.
До 1921 года в состав округа входили и другие округа, отделившиеся по решению легислатуры штата (Шарлотт, Глейдс, Харди, Хайлендс). Во время Второй мировой войны на территории округа работала военная авиабаза Карлстром Филд, где проходили тренировку американские и британские пилоты. В 1945 году из тренировочного центра выпустились последние кадеты и база была закрыта. Она была продана штату Флорида за 1 доллар и на её месте была построена больница для душевно больных. Позже больницу преобразовали в место заключения несовершеннолетних преступников.
13 августа 2004 года через округ Де-Сото прошёл ураган Чарли. В результате большинство строений округа было повреждено, а некоторые были полностью разрушены.